# Цврчић поточар
Цврчић поточар (лат. Locustella fluviatilis) је птица селица из реда птица певачица која насељава долине великих река бирајући влажна станишта.

## Опис
Мала је птица дужине тела од 14,5 до 16 cm. Витке је грађе са дугим ногама и танким кљуном. Горњи део тела је сивобраон боје са благом нијансом маслинастозелене. Доњи део тела је прљаво беле боје са тим да су бокови светлобраон обојени. Груди су прљаво беле боје прошаране светлосмеђим перима. Има слабо изражену обрву тамно крем боје и танак прстен око ока исте боје. Реп јој је велик и заобљен, а покровна пера са доње стране имају широке беле врхове. Полни диморфизам није изражен код ове врсте птице. Старост се може одредити преко језичних пега и на основу истрошености перја у јесен. Перје младих је свеже и цело и изражене су три флеке на језику које се губе до пролећа следеће године. Код адултних птица је перје старо и истрошено услед кретања и летења кроз вегетацију, а језичне флеке не постоје. Креће се брзо и одсечно кроз вегетацију и веома је опрезна птица. Оглашавање јој подсећа на оглашавање цврчка (fam. Cicadidae).

## Распрострањење и станиште
Распрострањен је у централној и источној Европи и делу умереног појаса Азије до Западносибирске низије. Изразита је селица. Зиму проводи у јужној Африци. Неке од интересантних држава где је налажен на лутању: Уједињено Краљевство, Шпанија, Белгија, Боцвана, Малта, Француска, Кипар, Либан, Јемен и Уједињени Арапски Емирати. Током гнездеће сезоне насељава влажна подручја са густом вегетацијом, високом травом и копривом, насељава и приобалне шуме уз реке и језера. Ван гнездеће сезоне живи у високим травама, густом жбињу и шумама јужне Африке.

## Биологија
У већини ареала које Цврчић рогожар насељава, сезона гнежђења траје од априла до јула. Гнездо је облика дубоке шоље и грађено је од стабљика траве, лишћа и маховине а обложено је животињском длаком са срна, дивљих свиња и говеда. Смешта га у густу траву или уз основу густог грма и често се може уочити пролаз који води од гнезда. Полаже од 4 до 6 јаја. Инкубација траје између 13 и 15 дана. После излегања птићи остају у гнезду још неких 12-15 дана. Након излетања птићи проводе још пар дана са родитељима и после тога постају самостални. Храни се разним врстама безкичмењака које хвата на листовима и стабљикама биљака а понекад лови и у лету.

## Цврчић поточар у Србији
Гнездарица низијских делова Србије. Постоји мали број налаза врсте у 19. веку и са почетка 20. века, а потичу из Посавине, Подунавља и Неготинске крајине. У другој половини 20. века на подручју Војводине сматран је редовном гнездарицом плавних подручја у долинама великих река. Сматра се да почетком 21. века бројност флуктуира. почетком 2000-их година на гнежђењу је примећена у западном Поморављу и на неколико локација у Војводини. Популација броји од 1.000 до 1.250 гнездећих парова.